# Рящинский пехотный полк
Рящинский пехотный полк — пехотная часть русской армии Петра I.
Сформирован как заштатный в 1724 году после похода Петра Великого в Персию на присоединенных к России согласно мирному договору от 12 сентября 1723 года землях из оставленных там в войск в числе прочих полков Низового корпуса. 7 ноября 1732 года переименован в Каспийский. В 1733 году расформирован.